# 三號風球 (澳門)
三號風球，是澳門的熱帶氣旋警告信號。普遍市民稱它為「三號信號」或者「三號波」，高一級的信號為八號風球，低一級為一號風球。
受熱帶低氣壓影響，最近一次三號風球於2025年8月17日下午12時正發出。

## 意義
受到熱帶氣旋的影響，澳門的持續風速現正或預測將達41公里/小時至62公里/小時，陣風約達至110公里/小時。

## 歷史
1950至1955年期間的●稱為「本地強風信號」，表示弱熱帶氣旋或季候風引致澳門出現強風。為了區分由季候風與熱帶氣旋所引起的強風，1956年4月1日重新引入三號風球，●改為只適用於季候風或者弱熱帶氣旋影響之下。
1969年4月19日至1973年3月23日期間，新增三號A風球，表示風力平均時速加強，但仍未須使用較高之風訊符號。其定義當風力平均時速在中央炮台達22海里（即40km/h）時，始懸掛此風訊符號。此風球懸出後，機關學校可以放假。
在2016年8月起，氣象局在懸掛/發出三號風球後，會加插此字句。
由於橋上風力間中達到強風程度及有陣風，呼籲駕駛人士注意行車安全，電單車駕駛者請使用西灣大橋電單車專道進行往返。
在2017年或之前以嚴格的每小時平均風速作標準，自2018年起改用較寬鬆的10分鐘平均風速。

## 新法例下三號或以上風球信號的風速數據

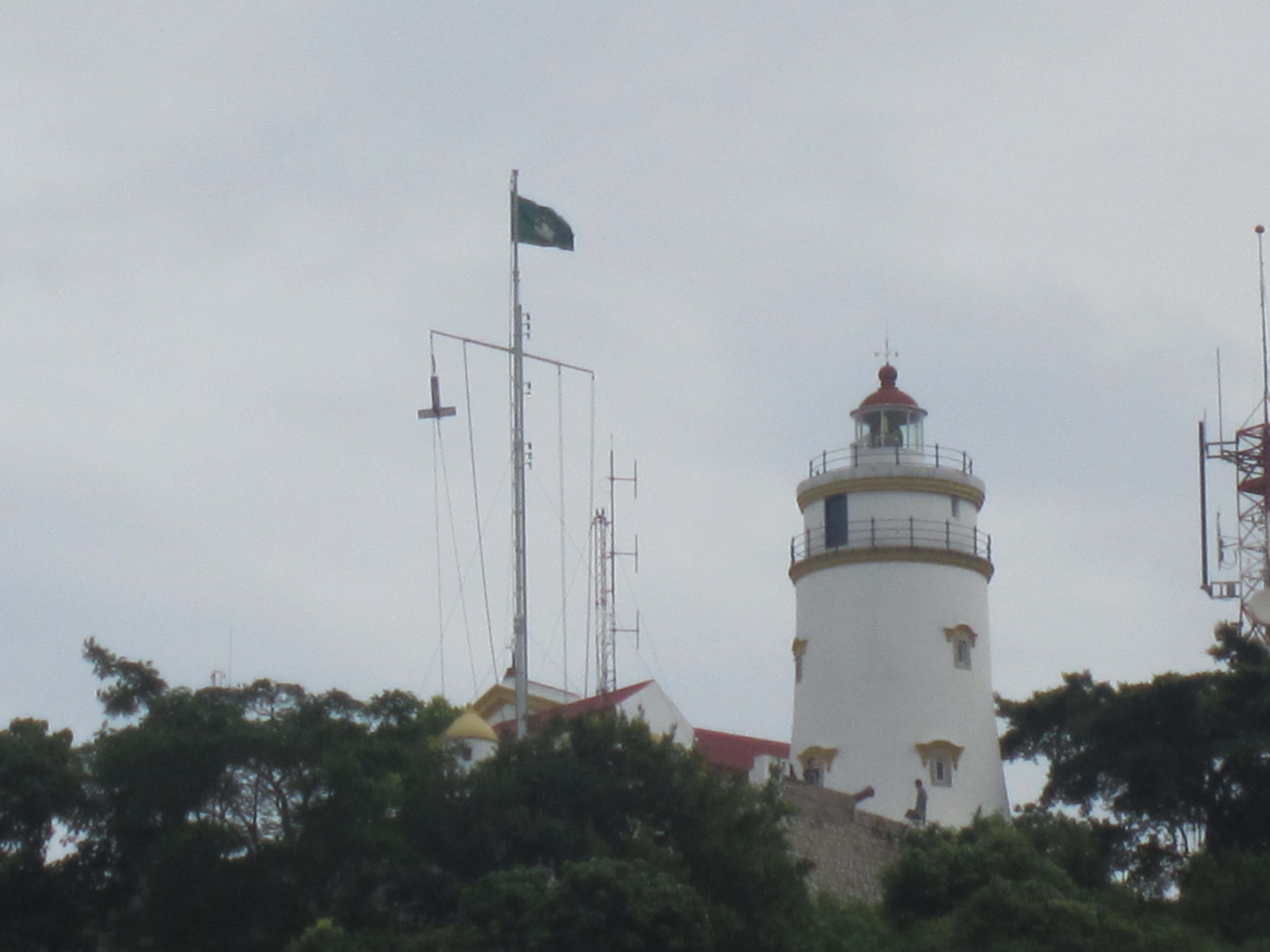
澳門發出三號風球時，東望洋炮台懸掛代表三號風球的熱帶氣旋信號標誌

在經歷颱風天鴿後，氣象局被嚴厲批評，當時局長馮瑞權因輿論而下台。之後，澳門當時特首崔世安成立風災專案調查委員會調查氣象局在天鴿事件的失職問題。最終在第61/2018號行政命令下，宣布將懸掛颱風信號的標準改成寬鬆的「十分鐘平均風速」。

## 發出時間點
在2000年至2017年，澳門氣象局會視乎澳門境內任意一個站點（主要視乎跨海大橋風力）的每小時平均風速持續已達到或預測兩小時後將會達到63公里或以上，才會發出三號風球。
直至2017年強烈熱帶風暴帕卡，澳門氣象局會提前半小時或2小時35分鐘公佈發出信號的時間。
據1968年氣象局有完整風暴資料以來，一般影響澳門的熱帶氣旋都在700公里範圍內，才導致氣象局發出三號風球，但亦有少有熱帶氣旋因環流大及在東北季候風共同影響下，使氣象局於700公里範圍以外時發出三號風球︰
| 排名   | 熱帶氣旋               | 發出三號風球的時間 | 相對澳門的位置    | 備註                                                    |
| ------ | ---------------------- | ------------------ | ----------------- | ------------------------------------------------------- |
| 第二遠 | 2009年颱風凱薩娜       | 9月27日22時15分    | 南約710公里       | 發出時已是最接近位置，並在澳門西南約800公里取消三號風球 |
| 最遠   | 2021年強烈熱帶風暴圓規 | 10月12日06時00分   | 東南偏東約720公里 | 澳門氣象局有紀錄以來發出時最遠的三號風球                |

### 直接懸掛三號風球
1950年代間中有直接懸掛三號風球的例子，並不是因熱帶氣旋接近陸地的海面形成有關，只是當時資訊不發達，趕不及懸掛風球，而當年澳門氣象局懸掛三號風球主要以香港天文台作標準，因此當年較多直接懸掛三號風球不足為奇。亦有說多年前的風球數據非常混亂，難以理解。另外，有時會因初期受季候風風力主導，導致氣象局先發出強烈季候風信號，後來再受熱帶氣旋主導澳門風力，此時澳門風力仍然維持強風程度，因此不再另行發出一號風球，直接發出三號風球且取代強烈季候風信號。
以下是過往氣象局直接發出三號信號的熱帶氣旋：
- 1956年6月無名熱帶低氣壓。
- 1957年8月無名熱帶風暴。
- 1958年5月無名熱帶風暴，取代強烈季候風信號。
- 1958年8月無名颱風。
- 1961年9月無名熱帶風暴。 (當時香港天文台沒有發出任何熱帶氣旋警告信號)
- 1967年颱風（超強颱風）嘉娜，取代強烈季候風信號。
- 1969年颱風（超強颱風）維奧娜，因香港天文台處理失當，同時亦令澳門氣象局錯判，兩地風勢在除下三號風球後才普遍達到強風程度。兩者亦只好再度懸掛三號風球。
- 1970年颱風（超強颱風）鐘茵，由於鐘茵再度轉向接近澳門，氣象台直接復懸三號風球。
- 1993年颱風黛蒂，取代強烈季候風信號。
- 2020年熱帶風暴森拉克，當其未發展為熱帶氣旋、仍為季風低壓時已為澳門帶來強風，氣象局發出強烈季候風信號。隨後森拉克發展成一熱帶氣旋，而當時澳門風力仍然維持強風程度，因此需直接發出三號風球，取代強烈季候風信號。此亦為最近一次由三號風球取代強烈季候風信號。

## 安全措施
1. 盡早完成一切的預防措施；
2. 檢查門窗、露台的物件是否穩固，並疏通渠道；
3. 海事業界須確保船隻安全和海上設施穩固，船隻應按自身條件到合適的位置避風；
4. 沿岸碼頭業界應確保貨櫃和其他設施的穩固，以免被可能的強風吹倒；
5. 密切注意熱帶氣旋的最新消息，以調整戶外活動的安排；
6. 當受到強烈的雨帶影響時，澳門可能會出現短時間的狂風大驟雨，在空曠地方逗留的人士應提高警覺，駕駛人士應注意行車安全，小心強風；
7. 跨海大橋的風力間中達強風程度，電單車駕駛者請使用西灣大橋電單車專道進行往返；
8. 注意風暴潮警告的發佈狀態和最新消息。

## 三號風球之最
註：紀錄由1952年開始計算。風力、氣溫則由1996年起計算。

### 全年最早發出的三號風球
2008年颱風浣熊，於4月18日晚上8時45分至4月19日下午1時半發出，維持16小時45分鐘。

### 全年最晚發出的三號風球
1974年的颱風艾瑪，由12月2日09:05至12月2日17:00 （共7小時55分鐘）。

### 生效時間最長的三號風球
2018年強烈熱帶風暴貝碧嘉，由8月11日上午6時正至8月14日下午7時半，長達3日13小時30分鐘（85小時30分鐘）。
2013年颱風尤特則是取代八號風球的三號風球最長，由8月14日下午3時半至8月15日下午7時半，長達1日4小時（28小時）。

### 生效時間最短的三號風球
2007年強烈熱帶風暴帕布的回馬槍，由8月10日晚上8時15分至晚上11時半，長僅3小時15分鐘。
2022年強烈熱帶風暴尼格則是取代八號風球的三號風球最短，由11月3日上午7時正至上午8時半，長僅1小時30分鐘。

### 發出最多三號風球的年份
1964年，共11次 (有8個熱帶氣旋懸掛) 。

### 發出最少三號風球的年份
1987年，沒有懸掛。
2000年後：2004年，只發出1次。

### 距離最遠的三號風球
2009年颱風凱薩娜，熱帶氣旋中心最接近澳門以南約710公里掠過。
2020年熱帶風暴森拉克，當時在澳門以南約570公里形成為一熱帶低氣壓，隨即直接懸掛三號風球，為有紀錄以來最遠為熱帶低氣壓發出三號風球。

### 風力最強的三號風球
2011年熱帶風暴海馬，在三號風球生效期間，澳氹三條大橋均吹持續烈風，其中，友誼大橋 (南) 一小時平均風力一度錄得72.3 km/h，達到八號風球標準，是有紀錄以來最強的三號風球。

### 風力最弱的三號風球
2009年熱帶風暴浪卡，在三號風球生效期間，全澳沒有一個站點錄得5級風或以上，其中，最高一站的西灣大橋一小時平均風力只錄得27.5 km/h，是有紀錄以來最弱的三號風球。
另外，雖然2001年颱風百合，在三號風球生效期間，大潭山錄得的一小時平均風力只有24 km/h，陣風為58 km/h，但由於當年只公佈該站點，而沒有披露其他站點，同時2009年熱帶風暴浪卡在大潭山的一小時平均風力只有21.5 km/h，陣風為52.6 km/h，均較百合弱，因此歷史上最弱的三號風球應為2009年熱帶風暴浪卡。

### 相隔時間最短的三號風球
1999年颱風瑪姬，取消及再次發出三號風球相距時間為7小時30分鐘。

### 相隔時間最長的三號風球
1986年颱風愛倫與1988年熱帶風暴雲妮莎，兩者相距時間為1年8個月9日19小時45分鐘。

### 最冷的三號風球
2022年颱風納沙，大潭山氣象站在10月18日晚上10時半錄得最低氣溫為15.2度。

## 風力未達三號風球標準的個案
下述只記載1993年後，澳門沒有一個測風站在一小時平均風力達到41 km/h或以上之強風水平，但氣象局仍發出三號風球的個案：
- 2000年颱風悟空
- 2001年熱帶風暴菲特
- 2001年颱風百合
- 2004年熱帶風暴圓規
- 2009年熱帶風暴浪卡
- 2015年颱風蓮花
- 2017年強烈熱帶風暴苗柏

（註︰1996年–2002年期間氣象局沒有公開所有氣象站資料，以大潭山氣象站為準；2018年後，若一小時平均風力未達到強風程度，但十分鐘平均風力達到強風程度，可稱為達到懸掛三號風球標準）

## 風力達到八號風球標準的個案
下述只記載2000年至天鴿風災期間，澳門其中一個測風站在一小時平均風力達到63 km/h或以上之烈風水平，但氣象局最高只發三號風球的個案：
| 熱帶氣旋名稱       | 熱帶氣旋警告生效期間 （最高一站一小時平均風力）                                                      | 達到烈風標準的站點 （一小時平均風力）                        | 氣象局事後解釋 |
| ------------------ | --- | ------------------------------------------------------------ | --- |
| 2003年颱風科羅旺   | 68 km/h 友誼大橋南峰 （8月24日 12:00，23:00） 嘉樂庇總督大橋 （8月24日 12:00，23:00，8月25日 01:00） | 2個 （友誼大橋南峰、嘉樂庇總督大橋）                         | 沒有 |
| 2005年颱風達維     | 65.9 km/h 友誼大橋南峰 （9月25日 11:00）                                                             | 2個 （友誼大橋南峰、西灣大橋）                               | 沒有 |
| 2009年颱風莫拉菲   | 71.4 km/h 西灣大橋 （7月19日 04:00）                                                                 | 3個 （友誼大橋南峰、嘉樂庇總督大橋、西灣大橋）               | 1. 莫拉菲吹襲澳門期間，整體風力不大，暴風範圍較小，而且與香港的距離還比澳門接近。氣象局認為當時維持懸掛三號風球的決定是合理； 2. 受到與莫拉菲相聯繫的雨帶影響，其下擊暴流會使澳門局部地區風力增大，而氣象局預計該雨帶會在1至2小時內移離澳門，因此預料澳門達到疾勁風力的持續時間短； 3. 當吹西南風時，澳門半島與氹仔島之間的峽管效應會使西南風加速，而西灣大橋風速計的安放位置亦會受到橋身繞流作用而風速有所加大。 經分析上述原因後認為無需懸掛八號風球。 |
| 2011年熱帶風暴海馬 | 72.3 km/h 友誼大穚南峰 （6月23日 01:00）                                                             | 4個 （友誼大橋北峰、友誼大橋南峰、嘉樂庇總督大橋、西灣大橋） | 沒有 |
| 2015年颱風彩虹     | 66.8 km/h 友誼大穚南峰 （10月4日 10:00）                                                             | 2個 （友誼大橋北峰、友誼大橋南峰）                           | 彩虹風力未達八號風球標準。 |
| 2016年颱風妮妲     | 67.5 km/h 西灣大橋 （8月2日 07:00）                                                                  | 2個 （友誼大橋北峰、西灣大橋）                               | 由於整體風速較小，亦未符合懸掛八號風球的普遍性和持續性，加上清晨在深圳登陸後開始減弱。 因此科學上看，整個大風區域並不包括本澳，整體風力比香港偏小好多。因此氣象局決定維持三號風球。 |

下述記載天鴿風災後，澳門其中一個測風站在十分鐘平均風力達到63 km/h或以上之烈風水平，但氣象局最高只發三號風球的個案：
| 熱帶氣旋名稱       | 熱帶氣旋警告生效期間 （最高一站十分鐘平均風力） | 熱帶氣旋警告生效期間 （最高一站一小時平均風力） | 達到烈風標準的站點 （十分鐘平均風力） | 氣象局當時解釋                                                               |
| ------------------ | ----------------------------------------------- | ----------------------------------------------- | ------------------------------------- | ---------------------------------------------------------------------------- |
| 2018年熱帶風暴山神 | 64.4 km/h* 西灣大橋 （7月18日 01:52）           | 51.6 km/h 友誼大橋南峰 （7月17日 23:00）        | 2個 （友誼大橋南峰、西灣大橋）        | 由於「山神」的強風範圍較小、並與本澳保持一段距離，故改掛八號風球的可能性低。 |

- * 數據錄得時間多於一個。
- 背景顏色（風速）
  - 清勁或以下風力（每小時41公里以下）不會配上任何背景顏色
  -  藍色為強風（每小時41至62.9公里）
  -  黃色為烈風（每小時63至87.9公里）

## 註解
1. ↑  「波」是「球」的口語。